# Anders Sundqvist
Anders Sundqvist, född 15 september 1916 i Romfartuna, Västmanland, död 10 oktober 1979 i Lund, var en svensk docent och språkman.

## Biografi
Sundqvist var son till en folkskollärare och tog studentexamen i Västerås 1935. Han bedrev studier vid Uppsala universitet och tog en fil.kand. 1940 och flyttade sedan till Lunds universitet där han avlade fil.lic.-examen 1948 och tog sin doktorsgrad 1956 då han disputerade på avhandlingen Studier i svensk moduslära.
Parallellt med sina studier var Sundqvist lektor vid University College i Kingston upon Hull 1946, 1:e amanuens vid institutionen för nordiska språk i Uppsala 1948 och redaktör vid Svenska Akademins ordbok 1949. Från 1955 hade han tjänst som docent vid Lunds universitet och var 1978–1979 chef för Svenska Akademins ordbok.
Sundqvist var Riddare av Nordstjärneorden. Han är begravd på Norra kyrkogården i Lund.